# 馬滕斯代爾 (愛荷華州)
馬滕斯代爾（英語：Martensdale）是一個位於美國愛荷華州瓊斯縣的城市。

## 地理
馬滕斯代爾的座標為41°22′23″N 93°44′23″W / 41.37306°N 93.73972°W，而該地的平均海拔高度為253米（即830英尺）。

## 人口
根據2010年美國人口普查的數據，馬滕斯代爾的面積為1.04平方千米，當中陸地面積為1.04平方千米，而水域面積為0.00平方千米。當地共有人口465人，而人口密度為每平方千米447人。